# 莫諾納 (愛荷華州)
莫諾納（英語：Monona）是一個位於美國愛荷華州克萊頓縣的城市。

## 地理
莫諾納的座標為43°03′05″N 91°21′26″W / 43.05139°N 91.35722°W，而該地的平均海拔高度為376米（即1214英尺）。

## 人口
根據2010年美國人口普查的數據，莫諾納的面積為3.03平方千米，當中陸地面積為3.03平方千米，而水域面積為0.00平方千米。當地共有人口1549人，而人口密度為每平方千米511人。